# 帕爾卡拉胡山
9°22′6″S 77°22′15″W / 9.36833°S 77.37083°W
帕爾卡拉胡山（西班牙語：Palcaraju），是秘魯的山峰，位於該國北部安卡什大區，屬於安第斯山脈中布蘭卡山脈的一部分，海拔高度6,274米，人類在1939年首次登頂。